# Sztandar Szydłowca

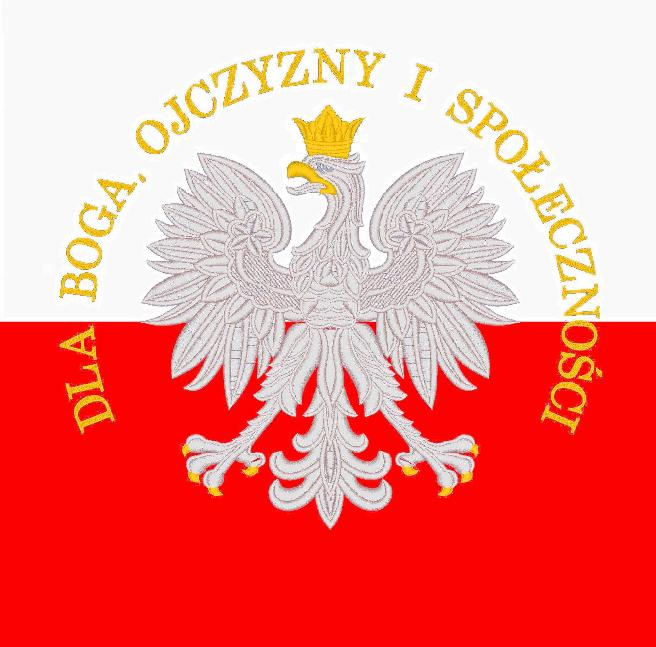
Rewers sztandaru

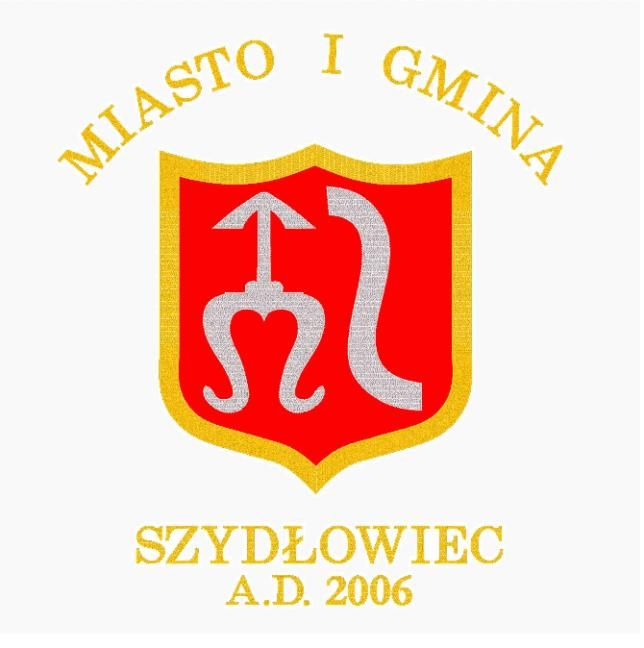
Awers sztandaru

Sztandar Szydłowca – jeden z oficjalnych symboli miejskich Szydłowca, obok herbu. Ustanowiony uchwałą Rady Miejskiej z 26 września 2006, poświęcony 5 listopada t.r. w szydłowieckiej farze przez tamtejszego proboszcza ks. Adama Radzimirskiego. 

## Wygląd
Sztandarem Szydłowca jest dwuboczny, kwadratowy płat o boku 110 cm. Na awersie sztandar jest barwy białej. Widnieje na nim herb miasta otoczony napisem: „Miasto i Gmina Szydłowiec, A. D. 2006”. Ta część sztandaru nawiązuje do nierozerwalności administracyjnej i kulturowej Szydłowca oraz jego okolic. Rewers sztandaru pokrywają barwy narodowe Polski, z wkomponowanym w jej środek orłem z godła narodowego. Nad głową ptaka znajduje się dewiza Szydłowca: „Dla Boga, Ojczyzny i Społeczności”. Symbole mają podkreślać zarówno lokalny, jak i narodowy patriotyzm mieszkańców miasta i gminy. Boki ma zwieńczone złotymi frędzlami. Umocowany jest na drewnianym palu uwieńczonym srebrną głowicą w kształcie orła.

## Funkcja
Sztandar eksponować może wyłącznie burmistrz miasta i gminy oraz jej rada. Oryginał sztandaru jest przechowywany w gabinecie burmistrza w ratuszu miejskim w Szydłowcu. Sztandar jest jednym z nielicznych sztandarów miejskich w Polsce, używany jest podczas wszystkich ważnych uroczystości państwowych, patriotycznych i lokalnych. 